# Lerista vermicularis
Lerista vermicularis är en ödleart som beskrevs av Glen Milton Storr 1982. Lerista vermicularis ingår i släktet Lerista och familjen skinkar. IUCN kategoriserar arten globalt som livskraftig. Inga underarter finns listade i Catalogue of Life.

## Utbredning
Arten förekommer i Stora Sandöknen i den sydvästra delen av Western Australia.